# Sân bay Salekhard
Sân bay Salekhard (tiếng Nga: Аэропорт Салехард) (IATA: SLY, ICAO: USDD) là một sân bay ở tỉnh Tyumen, Nga, cách 7 km về phía bắc của thành phố Salekhard. Sân bay dân sự này có thể phục vụ máy bay cỡ vừa. Đây cũng là một sân bay cho các máy bay bay xuyên Bắc cực hạ cánh khẩn cấp.

## Các hãng hàng không và các điểm đến
Hiện có các hãng sau đây đang hoạt động tại sân bay Salekhard:
- Novosibirsk Air Enterprise (Novosibirsk-Severny, Noyabrsk)[1][2]
- Ural Airlines (Ekaterinburg)[1][2]
- Yamal Airlines (Ekaterinburg, Khanty-Mansiysk, Krasnoselkyl, Moskva-Sheremetyevo, Nadym, Novy Urengoy, Noyabrsk, Omsk, St. Peterburg, Tarko-Sale, Tyumen, Ufa)[1][2]